# كاثرين باربوزا ماركيز
كاثرين باربوزا ماركيز (بالإسبانية: Kathrin Barboza Marquez)‏ (من مواليد 1983)، عالمة أحياء بوليفية وخبيرة في الأبحاث المتعلقة بالخفاشيات. في عام 2006، أنجزت بحثا برفقة زميل لها اكتشفت من خلاله أنواعا كان من المعتقد أنها قد انقرضت، وفي عام 2010، كوفئت بمنحة ناشيونال جيوغرافيك للمستكشفين الشباب. أصبحت أول عالم بوليفي يفوز بجائزة لوريال-اليونيسكو للمرأة في العلوم في عام 2012، وفي عام 2013 صُنفت من قبل هيئة بي بي سي (BBC) كواحدة من ضمن أشهر عشر نساء من أمريكا اللاتينية في مجال العلم.

## السيرة
وُلدت كاثرين باربوزا ماركيز في عام 1983 وترعرعت في كوتشابامبا، بوليفيا. تلقت تعليمها في الجامعة العليا في سان سيمون  (UMSS) حيث درست في مركز التنوع الإحيائي وعلم الوراثة. أكملت تعليمها لتحصل على شهادة الماجستير في علم الأحياء وحفظ المناطق الاستوائية من جامعة مينينديز بيلايو العالمية. قُدِّم مشروع شهادتها من قبل المجلس الأعلى للبحث العلمي في إسبانيا، ولكن الفصول الدراسية أُكمِلت في مدينة كيتو في الإكوادور بدراسة أجريت بالتعاون مع الجامعة المركزية في الإكوادور.
في عام 2006، أعادت باربوزا وزميلتها آيدي فارغاس اكتشاف أنواع من الكائنات الحية في بوليفيا كان من المعتقد أنها انقرضت منذ 72 سنة. وتقطن هذه الأنواع المعروفة باسم الخفاش ذي الأنف المشابه للسيف (Lonchorhina aurita)  محميةً في منطقة تسمى حَرَمَ بلدة سان خوان دي كوراليتو البيئية في إقليم أنخيل ساندوفال في إدارة سانتا كروز. كانت أول منطقة تم تصميمها خصيصا لحماية أحد أنواع الخفافيش في أمريكا اللاتينية.  فازت باربوزا في عام 2007 بمنحة من قبل المعهد السمسثوني للأبحاث الاستوائية مكنتها من العمل على بحث في جزيرة بارو كولورادو في بنما. تركز مشروعها على التأثيرات الناتجة من حدود الغابة والجزيرة على جماعات الخفافيش التي تعيش في الجزيرة. بُعيدَ إكمالها العمل في بنما، نالت باربوزا منحة ناشيونال جيوغرافيك الدراسية للمستكشفين الشباب. استخدمت باربوزا عائدات هذه المنحة لإجراء بحث في علم أصوات الخفافيش المنتشرة في منطقة بيلي سافانا في شمال بوليفيا. أنشأت إحدى أولى مكتبات ترددات تحديد المواقع بالصدى للخفافيش آكلة الحشرات في بوليفيا. بالإضافة إلى ذلك، أجرت دراسة بالاشتراك مع علماء آخرين تمحورت حول المتطفلات البيئية على جماعات الخفافيش في السافانا. لم يتم إجراء أي دراسة شمولية حول التطفل في مستعمرات الخفاش قبل ذلك. استخدم العلماء شبكات الضباب لإلقاء القبض على عينات الدراسة وإطلاق سراحها لمدة دامت خمسة أشهر في مأوى سبيريت للحياة البرية. نتيجة لذلك، قاموا بتصنيف أكثر من عشرين نوع مظهري من العث والقراد والدراسات ما زالت مستمرة لتحديد هوية العينات المتبقية.
منذ عام 2010، سافرت باربوزا لبلدان عديدة ونشرت الوعي حول علم أصوات الخفافيش الأحيائي ومنافعه للمجتمع. مبدئيا، هنالك نوعان من الخفافيش: النوع الذي يتغذى على الحشرات والنوع الذي يلقح النباتات. النوع الذي يتغذى على الحشرات يقوم بخدمات مهمة فيما يتعلق بالسيطرة على الأوبئة المتنقلة عبر الحشرات المؤذية وعلى النباتات التي تلقح عبر الحيوانات والتي تتضمن نبتة الصبار الأمريكي (الآكاف الأزرق) التي يصنع منها مشروب التيكيلا، بالإضافة إلى المانجو والموز والجوافة. في عام 2012، حازت على إحدى منحات لوريال-يونيسكو الدراسية للنساء في مجال العلم وأصبحت أول بوليفية تنال هذه الجائزة. استخدمت الجائزة لتوسع دراستها في مجال الطيف فوق الصوتي للخفافيش، والذي ليس ضمن المدى المسموع من قبل الأنسان. يتم تسجيل طريقة المناداة، التردد، المدة وفترات النبضة لتحديد ما إذا كانت الخفافيش تتواصل فيما بينها أو أنها تبحث عن الغذاء، ولكنها تُسجل أيضا لتحديد ماهية الأنواع التي تعيش في مناطق معينة. درست باربوزا أنواع الخفافيش في مدريد كجزء من أطروحتها لنيل شهادة الدكتوراه، بالتعاون مع المتحف الوطنية للعلوم الطبيعية، حيث أن هناك 27 نوعا من أنواع الخفافيش المحلية معرضة للخطر. بعد إكمال بحثها في مدريد، عادت باربوزا إلى كوتشابامبا لإنهاء عملها على شهادة الدكتوراه وللمشاركة في مشاريع مع برنامج حفظ الخفافيش في بوليفيا والشبكة الأمريكية اللاتينية لحفظ الخفافيش. في عام 2013، اختيرت من قبل شبكة بي بي سي كواحدة من النساء العشر اللاتي يتصدرن قائمة العالمات الإناث القائدات في أميركا اللاتينية.